# Diplodonta globus
Diplodonta globus is een tweekleppigensoort uit de familie van de Ungulinidae. De wetenschappelijke naam van de soort is voor het eerst geldig gepubliceerd in 1926 door Finlay.